# Каніґово (Мазовецьке воєводство)
Каніґово (пол. Kanigowo) — село в Польщі, у гміні Бодзанув Плоцького повіту Мазовецького воєводства.
Населення — 132 особи (2011).
У 1975-1998 роках село належало до Плоцького воєводства.

## Демографія
Демографічна структура станом на 31 березня 2011 року:
|          | Загалом | Допрацездатний вік | Працездатний вік | Постпрацездатний вік |
| -------- | ------- | ------------------ | ---------------- | -------------------- |
| Чоловіки | 72      | 19                 | 40               | 13                   |
| Жінки    | 60      | 13                 | 26               | 21                   |
| Разом    | 132     | 32                 | 66               | 34                   |